# Remchingen
Remchingen è un comune tedesco di 11 694 abitanti, situato nel land del Baden-Württemberg.

## Storia
Il comune di Remchingen è stato costituito il 1º gennaio 1973 dalla fusione dei due comuni di Singen e Wilferdingen. Il nome degli antichi signori di Remchingen è stato scelto come toponimo della nuova entità.
Il 1º gennaio 1975 la comunità di Nöttingen è stata incorporata a Remchingen.

### Simboli
Prima della nascita di Remchingen esistevano le comunità di Wilferdingen, Singen e Darmsbach, ognuna con il proprio stemma. Per rappresentare il nuovo comune venne adottato quello di Wilferdingen, che derivava a sua volta dal blasone della famiglia Remchingen, signori del luogo dal XIV secolo.

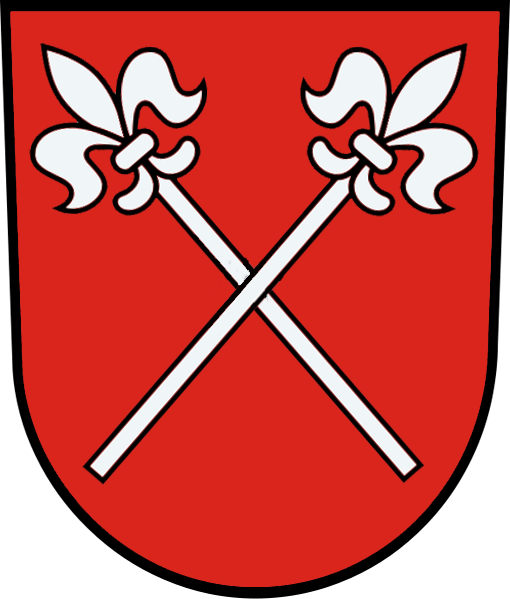
Stemma dei signori di Remchingen
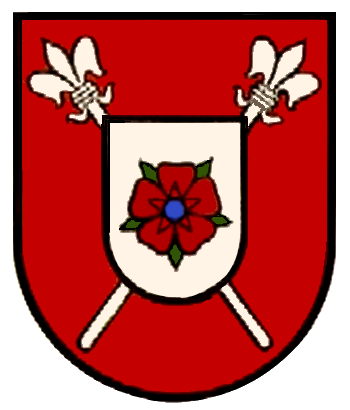
Wilferdingen
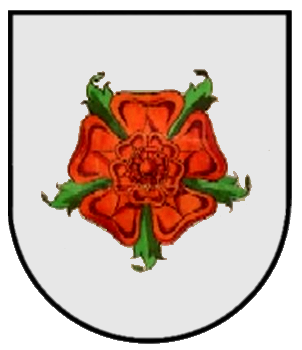
Nöttingen
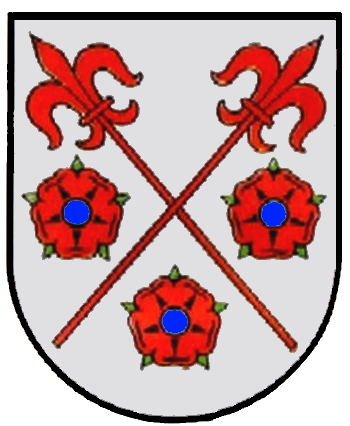
Singen

## Amministrazione

### Gemellaggi
- San Biagio Platani
- Sisak